# Alupka (cràter)
Alupka és un cràter sobre la superfície de (951) Gaspra, situat amb el sistema de coordenades planetocèntriques a 65 ° de latitud nord i 65 ° de longitud est. Fa un diàmetre de 0.3 km. El nom va ser fet oficial per la UAI l'any 1994 i fa referència a Alupka, una ciutat ucraïnesa amb balneari.